# Арсеньев, Илья Александрович
Илья́ Алекса́ндрович Арсе́ньев (1820—1887)— русский журналист и издатель.

## Биография
Происходил из так называемых «дворянских воспитанников». Внебрачный сын сенатора и тайного советника Александра Александровича Арсеньева и дворовой, чье имя не известно. Вместе со старшим братом — Александром, был  записан в московское купечество Екатерининской слободы, что давало право на поступление в Московский университет. Братья были незконнорождёнными сыновьями сенатора. Однако, имели законнорожденную сестру (от второго законного брака отца) — Марию, умершую ребёнком. Воспитанием Ильи и Александра Арсеньевых занималась их мачеха —тайная советница Надежда Михайловна Арсеньева, в первом браке — корнетша Сухово-Кобылина, урождённая Коваленская, дочь рязанского гражданского губернатора М. И. Коваленского. В родительском доме он встречал не только представителей московской знати, но и выдающихся литературных деятелей, в том числе Дмитриева, Александра Пушкина, Михаила Лермонтова и других. Домашним образованием его, готовя к поступлению в Московский университет, занимался Николай Надеждин.
Высшее образование Арсеньев получил в Московском университете и по окончании курса в 1840 году он поступил на службу в канцелярию московского генерал-губернатора. В 1848—1853 годах он служил в Межевом корпусе в Санкт-Петербурге.
Ещё в студенческие годы он напечатал в «Сборнике иностранных известий» свой перевод повести Гофмана «Выбор невесты». С 1859 года И. А. Арсеньев публиковал статьи в «Северной пчеле» и «Санкт-Петербургских ведомостях» и брошюры на экономические (банки, железнодорожное дело и др.) и юридические темы. Статьи его появлялись и в газете «Наше время».
В мае 1861 года, числясь чиновником особых поручений в Почтовом департаменте (в 1861—1865 гг. — надворный советник), он по предложению наместника М. Д. Горчакова прибыл в Варшаву для освещения событий в Польше. Русские корреспонденции, по предварительному соглашению с Краевским, Арсеньев намеревался посылать в «Санкт-Петербургские Ведомости», которые Краевский издавал в то время вместе с Очкиным. Но первую корреспонденцию цензура не пропустила, несмотря на то, что она была предварительно одобрена исполняющим обязанности наместника Сухозанетом. Та же судьба постигла и последующие корреспонденции, что заставило Арсеньева печатать свои статьи в брюссельских газетах «Le Nord» и «L’indépendence Belge». В августе 1861 года в Берлине появилась его анонимная брошюра «Для тех, кому ведать надлежит. (Записка русского литератора о польско-русском деле)» с советами о борьбе с национально-освободительным движением, что вызвало недовольство Сухозанета.
С декабря 1861 года до середины 1863 года Арсеньев был редактором политического отдела газеты «Северная почта». Печатался также в газете «Наше время» Н. Ф. Павлова, которому посвятил брошюру-некролог «Н. Ф. Павлов»; в 1863—1865 годах редактировал и издавал юмористический журнал «Заноза», с ведома Валуева основанный им вместе с М. П. Розенгеймом для борьбы с герценовским «Колоколом»; в 1864 году печатал сатирические стихи в журнале «Оса». По мнению современников, он был агентом III отделения.

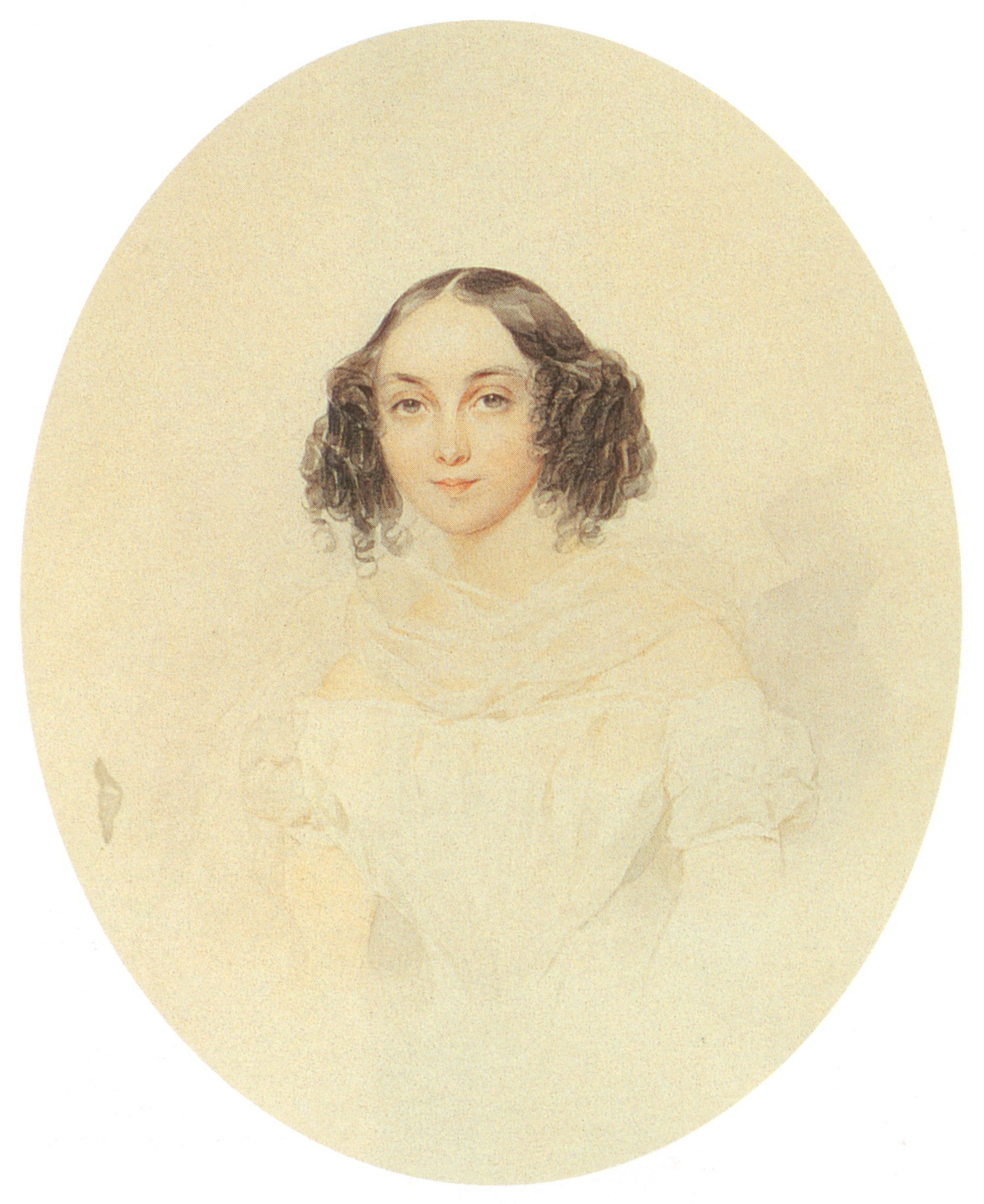
Елизавета Борисовна, жена

С 25 февраля 1865 года он стал редактировать «Петербургский листок», а на следующий день стал её издателем: братья Зарудные, Николай и Алексей, как собственники газеты, передали ему её издание до 1 января 1870 года. С 1 января 1867 год он стал издавать «Петербургскую газету», вернув «Петербургский листок» А. Зарудному. Оставив в феврале 1869 года редактирование «Петербургской газеты», которая имела в то время всего 600 подписчиков, Арсеньев переехал в Москву; в июле 1871 года продал газету Худекову, оставив журналистскую и издательскую деятельность, только в 1874 году издав в Берлине книгу «Секта скопцов в России».
Впоследствии он возвратился в Петербург и только в 1880-х годах в некоторых журналах стало появляться его имя под отрывками из воспоминаний; в 1886 году он начал помещать в «Историческом вестнике» (№№ 1—4) отрывки из своих воспоминаний («Слово живое о неживых»), которые оборвались в связи с его кончиной 16 (28) февраля 1887 года. В его воспоминаниях была представлена целая галерея лиц, с которыми он встречался в детские годы, а также в последующие годы.
Был похоронен на кладбище Новодевичья монастыря в Петербурге.

## Семья
Во втором браке, с 1869 года, был женат на Елизавете Борисовне Квицинской, урождённой Пестель (1828—1914), первой жены подполковника М. О. Квицинского, дочери Б. И. Пестеля и племяннице декабриста П. И. Пестеля. По материалам тайной полиции, со своей второй супругой состоял в близких отношениях с начала 1850-х годов.  